# Jiří Vašíček (lední hokejista)
Jiří Vašíček (* 31. prosince 1980, Pardubice) je český hokejový obránce, Mistr ČR ELH 2008 s HC Slavia Praha, Vicemistr ČR 2009 a 2012 a vítěz Radegast index Tipsport Extraligy ledního hokeje za sezónu 2014/2015.

## Jednotlivé sezony
- 1999-00 HC Pardubice – junioři
- 2000-01 KLH Vajgar Jindřichův Hradec (2. liga), HC Pardubice – junioři
- 2001-02 KLH Vajgar Jindřichův Hradec (2. liga)
- 2002-03 Idaho Steelheads (WCHL) , KLH Vajgar Jindřichův Hradec (2. liga)
- 2003-04 KLH Vajgar Jindřichův Hradec (2. liga)
- 2004-05 KLH Vajgar Jindřichův Hradec (2. liga)
- 2005-06 KLH Vajgar Jindřichův Hradec (1. liga)
- 2006-07 HC Slavia Praha (ELH), HC Rebel Havlíčkův Brod (1. liga)
- 2007-08 HC Slavia Praha (ELH) – mistr Extraligy ledního hokeje, HC Rebel Havlíčkův Brod (1. liga)
- 2008-09 HC Slavia Praha (ELH) - 2. místo Extraligy ledního hokeje
- 2009-10 HC Slavia Praha (ELH) - 3. místo Extraligy ledního hokeje
- 2010-11 HC Slavia Praha (ELH)
- 2011-12 HC Slavia Praha (ELH), HC Kometa Brno (ELH) - 2. místo Extraligy ledního hokeje
- 2012-13 HC ČSOB Pojišťovna Pardubice (ELH)
- 2013-14 HC ČSOB Pojišťovna Pardubice (ELH)
- 2014-15 Mountfield HK (ELH)
- 2015-16 Mountfield HK (ELH), HC Stadion Litoměřice (1. liga)
- 2016-17 HC Košice (SVK – extraliga)
- 2017/2018 BK Havlíčkův Brod (2. česká hokejová liga)
- 2018/2019 HC Stadion Vrchlabí (2. česká hokejová liga)
- 2019/2020 HC Stadion Vrchlabí (2. česká hokejová liga) - postup do 1. české hokejové ligy
- 2020/2021 HC Rodos Dvůr Králové nad Labem (2. česká hokejová liga)
- 2021/2022 HC Rodos Dvůr Králové nad Labem (2. česká hokejová liga)
- 2022/2023 BK Havlíčkův Brod (2. česká hokejová liga)
- 2023/2024 Kohouti Česká Třebová (KHL- Pardubický kraj)